# ذي حقل (المخادر)

تعديل مصدري - تعديل

ذي حقل هي إحدى قرى عزلة الشرف بمديرية المخادر التابعة لمحافظة إب، بلغ تعداد سكانها 105 نسمة حسب تعداد اليمن لعام 2004.